# Латаєв Максим Володимирович
Макси́м Володи́мирович Лата́єв (20 листопада 1979 — 3 липня 2015) — майор Збройних сил України. Загинув під час російсько-української війни.

## З життєпису
Максим виріс у сім'ї кадрового офіцера, котрий бав участь у афганській війні, батько помер 2000 року.
З 14 років займався парашутним спортом, здійснив кілька сотень стрибків. У січні 2014 року офіцер спецназу Максим Латаєв звільнився з армії, працював в охоронній фірмі.
Мобілізований до лав ЗСУ восени 2014-го, майор, заступник командира батальйону 3-го окремого полку спецпризначення.
Брав участь у бойових діях, в червні 2015-го отримав короткотермінову відпустку, під час якої планував одружитися.
3 липня 2015 року загинув внаслідок ДТП поблизу села Пішки Корсунь-Шевченківського району — перебував у відпустці та повертався рейсовою маршруткою з Києва до Кіровограда; водій маршрутки «Mercedes Vito» заснув й виїхав на зустрічну смугу, маршрутка зіштовхнулася з вантажівкою «Scania». Семеро пасажирів зазнали травм, Максим Латаєв загинув.
Похований в місті Кіровоград 5 липня 2015-го.
Без Максима лишилися мама, сестра Інна і наречена Римма.

## Нагороди, вшанування
- Медаль «За жертовність і любов до України» (жовтень 2016, посмертно)
- У стінах Гарнізoнного храму святих апoстoлів Петра і Павла, щo у Львoві, розміщено портрет героя разом з іншими пoртретами військoвoслужбoвців 3-гo oкремoгo пoлку спеціальнoгo призначення, які загинули, захищаючи Україну під час АТО